# Oscarsgalan 1946
Oscarsgalan 1946 som hölls 7 mars 1946 var den 18:e upplagan av Oscarsgalan där det prestigefyllda amerikanska filmpriset Oscar delades ut till filmer som kom ut under 1945.

## Priskategorier

### Bästa film
Vinnare:
Förspillda dagar -  (Paramount)
Övriga nominerade:
Säg det med sång -  (M-G-M)
Klockorna i S:t Mary -  (Rainbow Productions)
Mildred Pierce - En amerikansk kvinna -  (Warner Bros.)
Trollbunden -  (Selznick International Pictures)

### Bästa manliga huvudroll
Vinnare:
Förspillda dagar - Ray Milland
Övriga nominerade:
Klockorna i S:t Mary - Bing Crosby
Säg det med sång - Gene Kelly
Himmelrikets nycklar - Gregory Peck
Den stora drömmen - Cornel Wilde

### Bästa kvinnliga huvudroll
Vinnare:
Mildred Pierce - En amerikansk kvinna - Joan Crawford (närvarade inte vid ceremonin)
Övriga nominerade:
Klockorna i S:t Mary - Ingrid Bergman
Domens dal - Greer Garson
Kärleksbreven - Jennifer Jones
Min är hämnden - Gene Tierney

### Bästa manliga biroll
Vinnare:
Det växte ett träd i Brooklyn - James Dunn
Övriga nominerade:
Trollbunden - Michael Chekhov
Nya skördar - John Dall
Krigskorrespondenten - Robert Mitchum
Intermezzo i Pantera - J. Carrol Naish

### Bästa kvinnliga biroll
Vinnare:
Över alla hinder - Anne Revere
Övriga nominerade:
Mildred Pierce - En amerikansk kvinna - Eve Arden
Mildred Pierce - En amerikansk kvinna - Ann Blyth
Dorian Grays porträtt - Angela Lansbury
Nya skördar - Joan Lorring

### Bästa regi
Vinnare:
Förspillda dagar - Billy Wilder
Övriga nominerade:
Över alla hinder - Clarence Brown
Trollbunden - Alfred Hitchcock
Klockorna i S:t Mary - Leo McCarey
Sydstataren - Jean Renoir

### Bästa originalmanus
Vinnare:
Marie-Louise - Richard Schweizer
Övriga nominerade:
Dillinger - Philip Yordan
Musik för miljoner - Myles Connolly
Sista loppet - Milton Holmes
What Next, Corporal Hargrove? - Harry Kurnitz

### Bästa berättelse
Vinnare:
Huset på 92:a gatan - Charles G. Booth
Övriga nominerade:
Susans kärleksaffärer - László Görög, Thomas Monroe
Intermezzo i Pantera - John Steinbeck, Jack Wagner
Revansch i Burma - Alvah Bessie
Den stora drömmen - Ernst Marischka

### Bästa manus
Vinnare:
Förspillda dagar - Charles Brackett, Billy Wilder
Övriga nominerade:
Mildred Pierce - En amerikansk kvinna - Ranald MacDougall
Vägen mot ljuset - Albert Maltz
Krigskorrespondenten - Leopold Atlas, Guy Endore, Philip Stevenson
Det växte ett träd i Brooklyn - Frank Davis, Tess Slesinger

### Bästa foto (färg)
Vinnare:
Min är hämnden - Leon Shamroy
Övriga nominerade:
Säg det med sång - Robert H. Planck, Charles P. Boyle
Över alla hinder - Leonard Smith
Den stora drömmen - Tony Gaudio, Allen M. Davey
Under blodröda segel - George Barnes

### Bästa foto (svartvitt)
Vinnare:
Dorian Grays porträtt - Harry Stradling Sr.
Övriga nominerade:
Himmelrikets nycklar - Arthur C. Miller
Förspillda dagar - John F. Seitz
Mildred Pierce - En amerikansk kvinna - Ernest Haller
Trollbunden - George Barnes

### Bästa scenografi (svartvitt)
Vinnare:
Den blodbestänkta solen - Wiard Ihnen, A. Roland Fields
Övriga nominerade:
Vådligt experiment - Albert S. D'Agostino, Jack Okey, Darrell Silvera, Claude E. Carpenter
Himmelrikets nycklar - James Basevi, William S. Darling, Thomas Little, Frank E. Hughes
Kärleksbreven - Hans Dreier, Roland Anderson, Sam Comer, Ray Moyer
Dorian Grays porträtt - Cedric Gibbons, Hans Peters, Edwin B. Willis, John Bonar, Hugh Hunt

### Bästa scenografi (färg)
Vinnare:
Lady Dona - Hans Dreier, Ernst Fegté, Sam Comer
Övriga nominerade:
Min är hämnden - Lyle R. Wheeler, Maurice Ransford, Thomas Little
Över alla hinder - Cedric Gibbons, Urie McCleary, Edwin B. Willis, Mildred Griffiths
San Antonio - Ted Smith, Jack McConaghy
Aladdins äventyr - Stephen Goosson, Rudolph Sternad, Frank Tuttle

### Bästa ljud
Vinnare:
Klockorna i S:t Mary - Stephen Dunn (RKO Radio SSD)
Övriga nominerade:
Äventyr i San Francisco - Daniel J. Bloomberg (Republic SSD)
Jag ger mig aldrig! - Bernard B. Brown (Universal SSD)
Min är hämnden - Thomas T. Moulton (20th Century-Fox SSD)
Rhapsody in Blue - Nathan Levinson (Warner Bros. SSD)
Den stora drömmen - John P. Livadary (Columbia SSD)
Sydstataren - Jack Whitney (Sound Services Inc.)
De skulle offras - Douglas Shearer (M-G-M SSD)
Tre Caballeros - C.O. Slyfield (Walt Disney SSD)
3 måste man vara - W.V. Wolfe (RCA Sound)
Skuggan - Loren L. Ryder (Paramount SSD)
Mirakelmannen - Gordon Sawyer (Samuel Goldwyn SSD)

### Bästa klippning
Vinnare:
Över alla hinder - Robert Kern
Övriga nominerade:
Klockorna i S:t Mary - Harry Marker
Förspillda dagar - Doane Harrison
Revansch i Burma - George Amy
Den stora drömmen - Charles Nelson

### Bästa specialeffekter
Vinnare:
Mirakelmannen - John P. Fulton (visuella), Arthur Johns (ljud)
Övriga nominerade:
Fartens hjälte - Fred Sersen (visuella), Sol Halperin (visuella), Roger Heman Sr. (ljud), Harry M. Leonard (ljud)
Trollbunden - Jack Cosgrove (visuella)
De skulle offras - A. Arnold Gillespie (visuella), Donald Jahraus (visuella), R.A. MacDonald (visuella), Michael Steinore (ljud)
Aladdins äventyr - Lawrence W. Butler (visuella), Ray Bomba (ljud)

### Bästa sång
Vinnare:
Vår i luften - Richard Rodgers (musik), Oscar Hammerstein II (text) för "It Might as Well Be Spring"
Övriga nominerade:
Flottans farliga flickor - Harold Arlen (musik), Johnny Mercer (text) för "Accentuate the Positive"
I kväll och varje kväll - Jule Styne (musik), Sammy Cahn (text) för "Anywhere"
Klockorna i S:t Mary - Jimmy Van Heusen (musik), Johnny Burke (text) för "Aren't You Glad You're You"
Why Girls Leave Home - Jay Livingston (musik), Ray Evans (text) för "The Cat and the Canary"
Earl Carroll Vanities - Walter Kent (musik), Kim Gannon (text) för "Endlessly"
Säg det med sång - Jule Styne (musik), Sammy Cahn (text) för "I Fall in Love Too Easily"
Sing Your Way Home - Allie Wrubel (musik), Herb Magidson (text) för "I'll Buy That Dream"
Krigskorrespondenten - Ann Ronell för "Linda"
Kärleksbreven - Victor Young (musik), Edward Heyman (text) för "Love Letters"
Med list och lust - Jerome Kern (musik), E.Y. Harburg (text) för "More and More"
Guldgrävarbaletten - Jimmy Van Heusen (musik), Johnny Burke (text) för "Sleighride in July"
Mirakelmannen - David Rose (musik), Leo Robin (text) för "So in Love"
San Antonio - Ray Heindorf (musik), M.K. Jerome (musik), Ted Koehler (text) för "Some Sunday Morning"

### Bästa filmmusik (musikal)
Vinnare:
Säg det med sång - George Stoll
Övriga nominerade:
Guldgrävarbaletten - Arthur Lange
Med list och lust - Jerome Kern, Hans J. Salter
Hitchhike to Happiness - Morton Scott
Blond och bländande - Robert Emmett Dolan
Rhapsody in Blue - Ray Heindorf, Max Steiner
Vår i luften - Charles Henderson, Alfred Newman
Sunbonnet Sue - Edward J. Kay
Tre Caballeros - Edward H. Plumb, Paul J. Smith, Charles Wolcott
I kväll och varje kväll - Marlin Skiles, Morris Stoloff
Why Girls Leave Home - Walter Greene
Mirakelmannen - Louis Forbes, Ray Heindorf

### Bästa filmmusik (drama eller komedi)
Vinnare:
Trollbunden - Miklós Rózsa
Övriga nominerade:
Klockorna i S:t Mary - Robert Emmett Dolan
En stackars miljonär - Louis Forbes
Kapten Kidd - Werner Janssen
Själens ögon - Roy Webb
Äventyr i San Francisco - R. Dale Butts, Morton Scott
G.I. Honeymoon - Edward J. Kay
Gäst i huset - Werner Janssen
Får jag låna din fru? - Daniele Amfitheatrof
Himmelrikets nycklar - Alfred Newman
Förspillda dagar - Miklós Rózsa
Kärleksbreven - Victor Young
The Man Who Walked Alone - Karl Hajos
Revansch i Burma - Franz Waxman
Madame Pimpernel - Alexander Tansman
Den stora drömmen - Miklós Rózsa, Morris Stoloff
Sydstataren - Werner Janssen
Krigskorrespondenten - Louis Applebaum, Ann Ronell
För evigt din - Hans J. Salter
Domens dal - Herbert Stothart
Kvinnan i fönstret - Hugo Friedhofer, Arthur Lange

### Bästa kortfilm (tvåaktare)
Vinnare:
Star in the Night - Gordon Hollingshead
Övriga nominerade:
A Gun in His Hand - Chester M. Franklin
The Jury Goes Round 'n' Round - Jules White
The Little Witch - George Templeton

### Bästa kortfilm (enaktare)
Vinnare:
Stairway to Light - Herbert Moulton
Övriga nominerade:
Along the Rainbow Trail - Edmund Reek
Screen Snapshots Series 25, No. 1 - 25th Anniversary - Ralph Staub
Story of a Dog - Gordon Hollingshead
White Rhapsody - Grantland Rice
Your National Gallery - Joseph O'Brien, Thomas Mead

### Bästa animerade kortfilm
Vinnare:
Quiet Please! - Fred Quimby
Övriga nominerade:
Kalle Anka och spargrisen - Walt Disney
Jasper and the Beanstalk - George Pal
Life with Feathers - Edward Selzer
Mighty Mouse in Gypsy Life - Paul Terry
The Poet & Peasant - Walter Lantz
Rippling Romance -  (Columbia)

### Bästa dokumentära kortfilm
Vinnare:
Hitler Lives - (Warner Bros.)
Övriga nominerade:
Library of Congress -  (Office of War Information)
To the Shores of Iwo Jima -  amerikanska marinkåren

### Bästa dokumentärfilm
Vinnare:
Den stora invasionen -  USA och Storbritanniens regeringar
Övriga nominerade:
The Last Bomb -  (U.S. Army Air Force)

### Ungdomspris
Peggy Ann Garner

### Heders-Ocsar
Walter Wanger (specialplakett)
The House I Live In - Frank Ross, Mervyn LeRoy, Albert Maltz, Earl Robinson, Lewis Allen, Frank Sinatra,
Daniel J. Bloomberg (Republic Studio, Republic Sound Department)